# Lycoris Recoil
Lycoris Recoil (яп. リコリス・リコイル, Rikorisu Rikoiru) — японський оригінальний аніме-серіал, створений Spider Lily (Kadokawa Corporation, Dentsu Entertainment, Sony Music Entertainment Japan (Aniplex) і Sony Pictures Entertainment Japan) і Asaura. Його виробляє A-1 Pictures, а прем'єра відбулася в липні 2022 року.

## Сюжет
Такіна Іноуе, самовпевнена старшокласниця, яка працює у жіночій групі вбивць і шпигунів, відомих як «Лікоріс», які відправляються знищувати злочинців і терористів у Токіо, отримує санкції від свого начальства за невиконання наказів. Її переводять на роботу з «елітною» агенткою «Лікоріс» Чісато Нішікіґі в одне із відділень агентства, яке працює, як кафе під прикриттям під назвою «LycoReco». Спочатку відлякувала легка натура Чісато та її перевага несмертельно підкоряти своїх ворогів, Такіна має навчитися ладити зі своєю новою партнеркою, якщо у неї є хоч якась надія на повернення на попередню посаду.

## Персонажі

### ЛікоРеко
Чісато Нішікіґі (яп. 錦木 千束, Nishikigi Chisato) — вважається найкращою агенткою «Лікоріс». Їй подобається вирішувати проблеми приватного порядку, які не вирішували б в організації. Вона працює у кафе «ЛікоРеко». Незважаючи на те, що їй дозволено вбивати, вона використовує гумові кулі для своєї зброї та лікує ворогів, поранених іншими агентами «Лікоріс». У Чісато є здатність ухилятися від будь-яких куль, що дозволяє їй зустрічатися віч-на-віч зі своїми противниками.
Такіна Іноуе (яп. 井ノ上 たきな, Inoue Takina) — раніше була спеціальною агенткою «Лікоріс», але після непокори наказам під час однієї з місій була переведена до кафе «ЛікоРеко». Реалістка з ворожістю до неефективності, вона буває незадоволена Чісато, яка не є типовою агенткою «Лікоріс». Сподіваючись довести, що вона гідна повернутися назад у DA, Такіна хоче показувати лише гарні результати у «ЛікоРеко».
Мідзукі Накахара (яп. 中原 ミズキ, Nakahara Mizuki) — раніше була співробітницею розвідувального підрозділу організації; вона тривалий час працювала разом із Чісато. У своєму відчайдушному бажанні вийти заміж влаштувалася на роботу в кафе, сподіваючись зустріти своє кохання. Її розпорядок дня включає випивку ночами і читання весільних журналів.
Курумі (яп. クルミ) — хакер з високим рівнем інтелекту, що раніше носила кодове ім'я «Волоський горіх». Вона втекла зі свого будинку після того, як його зруйнував хакер під кодовим ім'ям «Роботá». Після свого «вбивства» Курумі влаштувалася у кафе «ЛікоРеко», де працює в обмін на захист та проживання.
Міка (яп. ミカ) — керуючий кафе з традиційним японським ухилом «ЛікоРеко», з віком втрачає зір. Наглядає за своїми проблематичними співробітницями. Колишній співробітник DA, він залишив організацію разом із Чісато.

### Direct Attack
Фукі Харукава (яп. 春川 フキ, Harukawa Fuki) — агентка «Лікоріс» першого класу та колишня напарниця Такіни. Вона незадоволена Такіною за непокору її наказам і змагається з Чісато в надії одного разу перевершити її.
Сакура Отоме (яп. 乙女 サクラ, Otome Sakura) — агентка «Лікоріс» другого класу, яка замінила Такіну після її переведення в кафе «ЛікоРеко».
Кусунокі (яп. 楠木) — командувач Direct Attack, що спостерігає за операціями всієї організації. Разом з тим вона ставить на чільне місце захист іміджу агентства за будь-яку ціну, навіть якщо це означає використання агента «Лікоріс», такого як Такіна, як цапа-відбувайла.

### Інститут Алана
Шінджі Йошімацу (яп. 吉松 シンジ, Yoshimatsu Shinji) — видатний член Інституту Алана, який займається наймом хакерів для стеження за Direct Attack, а також організацією угод зі зброєю на чорному ринку. Він підтримує імідж «ділової людини» та регулярно відвідує кафе «ЛікоРеко» ; також є старим знайомим Міки.

### Інші
Маджіма (яп. 真島) — терорист, який напав на станцію метро. Він шукає щось, що сам називає «балансом». Виявляє інтерес до Чісато після їхнього бою.
Роботá (яп. ロボ太) — самопроголошений «найкращий хакер у світі», який убив хакера «Волоський горіх». Носить маску у вигляді робота. Сприяє Маджімі.

## Створення
Коли колишній головний редактор Асаура зустрівся з продюсером A-1 Pictures Шін'їчіро Кашівадою щодо адаптації Saekano: How to Raise a Boring Girlfriend, він відгукнувся про роботи Асаури: «Цей хлопець божевільний». Пізніше Асаура отримав запрошення працювати над новим аніме-проєктом. Перш ніж запросити Асауру в проект, Кашівада спочатку прочитав ранобе його авторства під назвою Death Need Round, який був жанру «girls with guns». Згодом Асаура вирішив включити до нової історії вогнепальну зброю. Він створив головних героїв та бачення світу, а також деякі підсумкові матеріали, що включають синопсис та кілька повістей.
У Lycoris Recoil дія ряду епізодів відбувається в районі Суміда, Токіо і включає парк Кіншічьо, акваріум у Суміді, водний трамвай на річці Суміда, вид з повітря на Рьоґоку й так далі.

## Медіа

### Аніме
Серіал анонсували у грудні 2021 року. Він створений компанією A-1 Pictures і режисером — Шінґо Адачі. Він містить оригінальну історію від Асаури, дизайн персонажів від Іміґімуру та музику, написану Шюхеєм Муцукі. Прем'єра серіалу відбулася 2 липня 2022 року на Tokyo MX, GYT, GTV і BS11. Початковою темою є «Alive» від ClariS, а завершальною — «Hana no Tō» (яп. 花の塔, «Tower of Flower») від Sayuri. Компанія Aniplex of America ліцензувала серіал за межами Азії і транслювала серіал на Crunchyroll для одночасної трансляції та дубляжу англійською мовою. Plus Media Networks Asia ліцензувала серіал у Південно-Східній Азії та випустить його на Aniplus Asia.

### Манґа
Манґа-адаптація Lycoris Recoil Ясунорі Бідзена почала серіалізацію в манґа-журналі Media Factory Monthly Comic Flapper 5 вересня 2022 року.

### Легкий роман
9 вересня 2022 року почнеться серіалізація легкої нової адаптації під назвою Lycoris Recoil: Ordinary Days від Asaura в ASCII Media Works Dengeki Bunko.

## Рецензії
Аніме займало перше місце в чарті щотижневих опитувань Anime Corner Summer 2022 протягом трьох тижнів поспіль з моменту прем'єри.
Користувачі сайтів Anime News Network та Anime Feminist сприйняли аніме-серіал неоднозначно. Аніме-серіал похвалили за персонажів та візуалізацію, але критикували за «прославлення» державного насильства. У повному огляді перших трьох серій Крістофер Ферріс із сайту Anime News Network похвалив аніме-серіал за відродження піджанру «girls with guns», а також за персонажів та бойові сцени. Однак він висловив певне занепокоєння тим, що спроба серіалу поєднати жанр бойовика з елементами повсякденності може стати «простим відволікаючим фактором» і потенційно обходити будь-яке звернення до політичного підтексту із зав'язки сюжету.